# Barbu Craiovescu al II-lea
Barbu Craiovescu II (n. ? - d. 1530) a fost mare ban al Craiovei între 1529-1530 după moartea tatălui său, Pârvu al II-lea Craiovescu, fiul lui Pârvu I Craiovescu, fiul lui Neagoe Ștrehăianul. În 1530 s-a căsătorit cu sora lui Moise Vodă, dar a murit în același an, în lupta de la Viișoara.